# Milan K
Pour les articles homonymes, voir Milan (homonymie).
Milan K est une série de bande dessinée française du genre aventure, policier écrite par Sam Timel et dessinée par Corentin. Édité par Les Humanoïdes associés, le tome 1 paraît en septembre 2009.

## Synopsis
Mikhail Khodorov est le fils d’un richissime homme d’affaires russe et son avenir s’annonce prometteur. Pourtant, il voit son destin bouleversé lorsque la mafia décide de l’éliminer lui et sa famille. Contraint de cacher son identité, Mikhail devient alors Milan King afin de rendre justice lui-même.

## Publication

### Albums
1. Le Prix de la survie (septembre 2009)
2. Hurricane (février 2011)
3. La Guerre des Silovikis (août 2013)

- Une intégrale au format numérique est parue en 2014.

### Éditeurs
- Les Humanoïdes associés